# Сан Николас де лос Гарза
Сан Николас де лос Гарза (шп. San Nicolás de los Garza) је град у Мексику у савезној држави Нови Леон. Према процени из 2005. у граду је живело 476.761 становника.

## Становништво
Према подацима са пописа становништва из 2010. године, град је имао 443.273 становника.
| 1990.   | 1995.   | 2000.   | 2005.   | 2010.   |
| ------- | ------- | ------- | ------- | ------- |
| 436.603 | 487.924 | 496.879 | 476.761 | 443.273 |

## Партнерски градови
- Сегин
- Тајпеј
- Винипег
- Канзас Сити
- Дентон